# Emanuel Rose
Johannes Emanuel Rose (1. juli 1917 i København - 14. august 1997 på Frederiksberg) var en dansk atlet, idrætsleder og politimand.
Emanuel Rose, som var medlem af IF Sparta, satte 1935-1939 syv danske rekorder og var fem gange Danmarksmester. Efter sin aktive atletikkarriere indledte han en mangeårig lederkarriere i dansk idræt, som blandt andet omfattede posten som formand for Københavns Atletik Forbund 1953-58, Dansk Atletik Forbund (1958-1965) og generalsekretær for Dansk Idræts Forbund fra 1965 og frem til begyndelsen af firserne.
Emanuel Rose var kriminalassistent ved Frederiksberg Politi og en af de kriminalfolk, der efter dobbeltmordet på Peter Bangs Vej blev sendt til lejligheden.
Emanuel Rose var søn af den olympiske marathonløber Sofus Rose.

## Danske mesterskaber
- Sølv 1936 800 meter 1:58.2
- Bronze 1937 400 meter 50.4
- Guld 1937 800 meter 1:57.4
- Guld 1938 800 meter 1:57.6
- Guld 1938 400 meter 49.9
- Bronze 1939 400 meter 51.8
- Sølv 1939 800 meter 1:58.5